# Hediste diversicolor
Espèce
Synonymes
- Nereis diversicolor

La gravette, Hediste diversicolor, a longtemps été nommée Neanthes diversicolor (Müller, 1776), ou Nereis diversicolor (O.F. Müller, 1776), synonyme systématiquement employé dans la plupart des ouvrages et études naturalistes et universitaires jusqu'à la fin des années 1980.
Ce ver polychète marin appartenant à la famille des Nereididae, est très tolérant à des variations extrêmes de température, salinité et taux d'oxygène de son environnement. Il est adapté à différents types de sédiments (vaseux à sableux) et survit dans des environnements ingrats et relativement pollués.
La gravette est également appelée escavène, gravette rouge, néréide de vase et demi-dure.

## Description[2]
Ce ver polychète présente un corps mou long de 6 à 12 cm, de coloration variable (verdâtre à rouge orangé), aplati et effilé postérieurement.

Selon l'âge de l'individu, il présente de 90 à 120 sétigères.

Le prostomium est subtriangulaire.

La tête est dotée de 4 petits yeux noirs, disposés en trapèze.

Les parapodes sont à rames courtes et plutôt massives.
Confusions possibles : H diversicolor peut éventuellement être confondu avec d'autres néréidiens :
- Alitta virens (en Atlantique seulement), anciennement Nereis virens, généralement plus long pour l'adulte (jusqu'à 250 mm), au corps plus flasque, ridé sur le dos, vert foncé avec des reflets bleus. La partie dorsale des parapodes est bien développée et bordée de jaune. Cette espèce nage bien[3].
- Nereis pelagica, au corps plus cylindrique et plus dur, de couleur bronze à reflets métalliques verts, et à gros palpes. On le trouve plutôt sur les algues (notamment les crampons de varech) et fonds rocheux[3].
- Nereis fucata, vers jaunes à roux-brun, aux palpes et tentacules plus courts, au corps aminci à l’avant et à l’arrière, souvent associée à un pagure.
- Perinereis cultrifera au corps plus long pour l'adulte (jusqu'à 250 mm) aminci à l’arrière, vert bronze. le vaisseau sanguin dorsal est bien visible. Vit sous les pierres et dans les algues. Ce ver nage mal[3].
- Platynereis dumerilii, de couleur variable et plus petit (20 à 60 mm), au corps plus fin à l’arrière, aux tentacules longs. On le trouve dans les creux de roche et les crampons de varech[3].
- espèces de la famille des Nephtyidae. Leur tête est très petite, à 4 courtes antennes et aux yeux presque invisibles. Le corps est généralement pâle, et ces vers nagent en se tortillant[3].
- famille des Phyllodocidae : le corps fin comprend plusieurs centaines de segments. Les parapodes sont peu développés en face ventrale et les tentacules sont courts. Ces animaux sécrètent un mucus quand ils sont manipulés. La trompe n’a pas de dents mais des papilles[3].

## Régime alimentaire

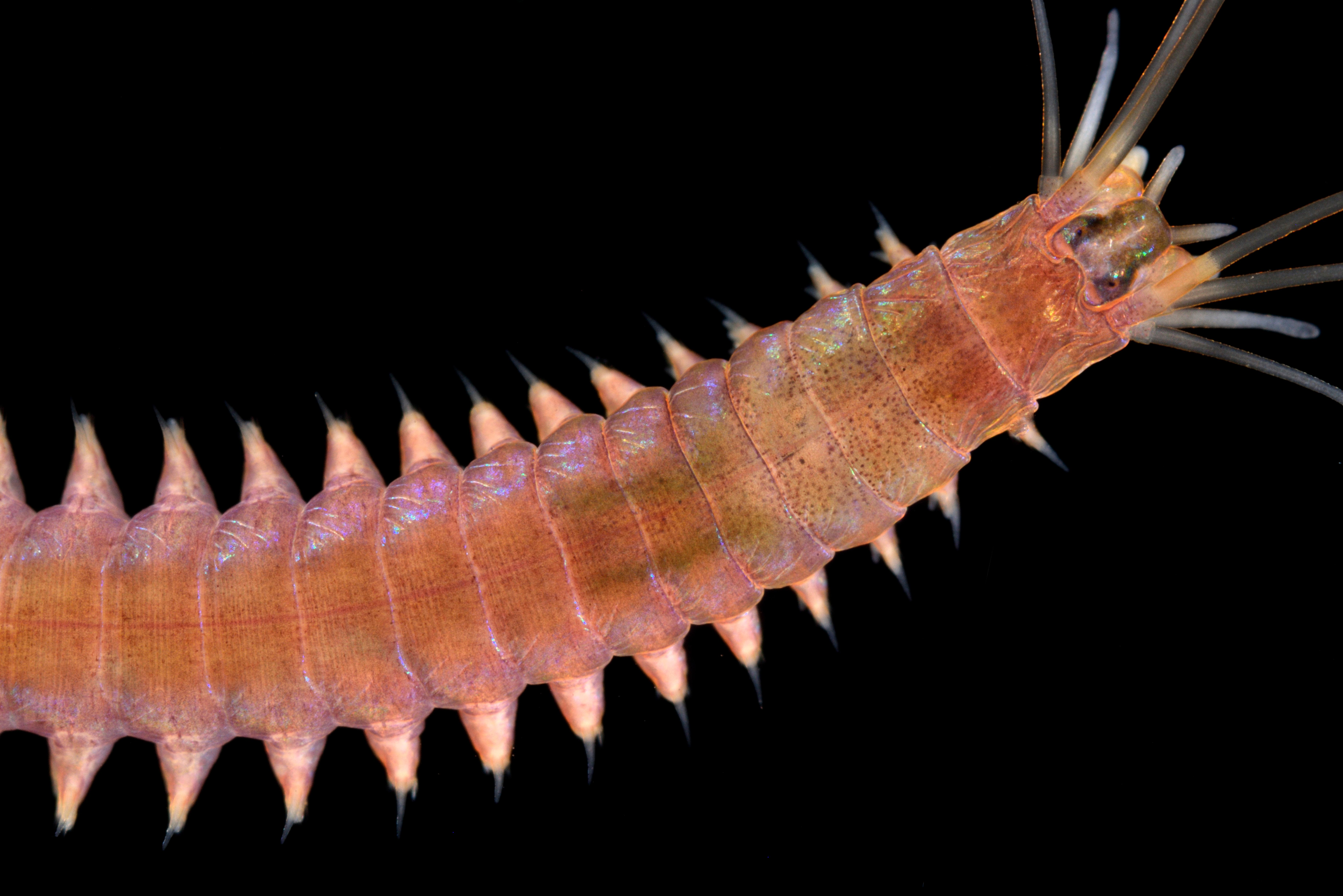
Gravette observée au microscope. La tête porte quatre taches oculaires, un proboscis dévaginable terminée par une paire de mâchoires cornées et garnie de denticules cornés, deux gros palpes rétractiles coiffés par un bouton sensoriel tactile, quatre paire de cirres tentaculaires et deux petites antennes.

Selon les études disponibles sur le contenu du tractus digestif de cet animal, H. diversicolor est un généraliste relativement opportuniste, capable d'adapter saisonnièrement son alimentation aux ressources disponibles de son environnement ; différemment selon la taille de l'individu concerné.

Aucune différence ou préférence alimentaire n'ont été observées dans le contenu digestif des mâles et femelles.

Il mange du plancton (du microplancton au macrozoobenthos), des diatomées, des graines de spartines qu'il emmène dans sa galerie pour les faire germer en vue d'obtenir un complément de nourriture,, de la matière organique fragmentée, y compris provenant de la nécromasse ou d'excréments d'autres espèces. À titre d'exemple, les restes les plus fréquemment trouvés dans le tractus digestif lors d'une étude faite au Portugal sur une trentaine de stations étaient des restes de mucus (56,3 %), des grains de sable (17,6 %), de fins débris de végétaux (10,7 %), de néereididae (7,7 %) et d'espèces de Corophium (1,8 %). Le comportement de filtreur est largement dominant, mais des cas des preuves de comportement carnivore existent (par exemple légèrement plus fréquentes dans les lagunes et zones estuariennes de Carrapateira que sur les sites d'Odeceixe et d'Aljezur étudiés au Portugal). La substance mucilagineuse trouvée dans l'intestin principal est un complexe alimentaire associant essentiellement du mucus et diverses matières organiques dont bactériennes, fongiques et phytoplanctonniques).
H. diversicolor dispose de deux stratégies principales de recherche et captation de nourriture :
- Il mange dans les matières sédimentées, en surface des sédiments et autour de sa galerie[7],[8],
- Il fait circuler dans sa galerie consolidée de mucus de l'eau riche en matières et organismes en suspension ; par des mouvements dorso-ventraux et grâce à ses soies, il génère un courant continu d'eau dans laquelle il prélève une partie du phytoplancton ou de petits animalcules[9],[10]. Il choisit cette stratégie d'alimentation quand la colonne d'eau est riche en phytoplancton[11],[12];
- herbivorie : il peut ingérer des morceaux d'algues planctoniques et macrophytes aquatiques (Olivier et al 1996, Hughes et al 2000)..
- carnivorie : prédateur fréquent dans les écosystèmes d'eau saumâtre, où il joue un rôle important de filtreur-prédateur de petites espèces de faune, dont par exemple Cirripedia, Cyprideis sp., Ostracoda sp., Copepoda sp., Cyathura carinata, Sphaeroma hookeri, Anthuridae sp., Isopoda sp., Corophium sp., Gammarus sp., Amphipoda sp.[4] ... On a aussi trouvé dans son intestin des restes de foraminifères, Hydrobiidae et autres gastéropodes sp. de larves de bivalves, d'acariens, ainisi que de chironomidés et d'autres insectes non identifiés.

Il sait adapter ces stratégies à la disponibilité et la qualité alimentaires, à la pression de prédation qui pèse sur lui, à la hauteur et au rythme des marées et de saisons.
Sur 3 000 vers  observés lors d'une étude portugaise, 907 (30 %) avaient un intestin vide (naturellement ? ou à la suite d'une vidange de l'intestin induite par le stress du prélèvement ?).

## Importance écologique
Cette espèce est une source de nourriture importante pour d'autres animaux. Mais surtout, un peu comme le font les vers de terre dans les sols, cet Hediste (plus souvent nommé Nereis dans la littérature ancienne) joue un rôle majeur dans le mélange, l'aération et le cycle du carbone et de l'azote dans les couches de sédiments sableux et vaseux (via le phénomène de bioturbation).
On a étudié en laboratoire le Carbone organique total et le NH4+ des solutés interstitiels d'un substrat tamisé et homogénéisé de sable ou de vase avec ou sans Nereis diversicolor (1 000-1 500 m2). Les mesures de flux ont montré que dans ce cas, N. diversicolor améliorait la libération de CO2 (acidifiant et asphyxiant) et de NH4+ de 1,5 à 5 fois. En présence de Nereis abondants, l'eau interstitielle est débarrassée d'une part significative de ces composés (toxiques pour la plupart des espèces supérieures).
Ce processus épurateur est bien plus efficace dans le sable que dans les vases fines plus cohésives. Ces vers n'opèrent toutefois que dans les premières dizaines de centimètres.

## Habitat
Ce ver annélide polychète errant est commun dans les zones d'estran et jusque dans les estrans portuaires sableuses et sablo-vaseuses, dans les bras de mer et les estuaires où il joue sans doute un rôle important dans l'aération du sédiment et la bioturbation.
C'est une espèce dite galéricole (qui creuse des galeries, en forme de U ou de Y). Quand ce ver se déplace juste sous la surface, le plafond de sa "galerie" est visible (C'est le cas sur la photo en haut à droite).

## Répartition
La gravette est présente tout autour de l'Europe du Nord-Ouest ainsi qu'en Méditerranée.

## Reproduction
En laboratoire, la maturation sexuelle est induite par des températures dépassant 6 °C.
Le frai a lieu au début du printemps, synchronisé par l'augmentation des températures après plusieurs mois de températures hivernales basses.  La ponte se fait le plus souvent à la nouvelle lune et pleine lune (La lune, peut-être via ses effets sur les marées et sa luminosité a une importance pour la reproduction de nombreux invertébrés marins, polychètes en particulier), mais on a montré chez une espèce proche (Nereis succinea, maintenant plus souvent nommé Neanthes succinea) qu'une brutale augmentation de la température peut induire un comportement de reproduction à différentes phases du cycle lunaire). Le cycle de reproduction de ces espèces pourraient donc indirectement être affectées par le réchauffement de l'eau (climatique ou via des centrales nucléaires par exemple).
Lors de la reproduction la femelle reste dans son terrier alors que le mâle libère son sperme face à elle.
Les larves issues de la fécondation resteront dans le tube de 10 à 14 jours, protégés par la femelle.

## Effets de la densité de population et de l'accès à la nourriture
L'influence de la densité sur le comportement est probable, comme chez la plupart des espèces, mais mal comprise chez l'Hediste diversicolor.

On a montré en laboratoire chez une espèce  proche : Neanthes (autrefois Nereis) arenaceodentata, fréquemment utilisée comme bioindicateur pour l'évaluation de la toxicité de sédiments, que la densité d'individus dans le milieu influait sur leur taille et comportements ; mais les résultats d'expérience sont contradictoires, selon qu'on ait ou non élevé les vers en présence de sédiment (augmentation de la taille des vers en même temps que de la densité d'individu, si la nourriture ne manque pas, dans un élevage sur sédiments, alors que la croissance est freinée dans un aquarium dépourvu de sédiments. Le taux de reproduction diminue quand la nourriture manque, mais ne semble pas affecté par l'augmentation de la densité d'individus tant que la nourriture ne manque pas et que les conditions d'environnement sont viables. Dans l'expérience de Moore et Dillon (1993), quand les juvéniles de N. arenaceodentata ne trouvent plus assez à manger pour assurer une croissance de 0,65 mg/jour, leur croissance et fécondité diminuent. Sous le taux de croissance de 0,45 mg/jour, la capacité de reproduction diminue, et sous 0,05 mg/jour, elle cesse et seuls 5 à 11 % des individus survivent.

## Capacité de régénération
Comme la plupart des polychètes, Hediste diversicolor fait preuve de bonnes capacités de régénération d'organes.
Le cerveau joue un rôle important lors de ce processus ; la décérébration empêche la régénération caudale normale de H. diversicolor (seul le pygidium est régénéré).

## Prédateurs
Cette espèce entre dans le régime alimentaire de nombreuses espèces de poissons ainsi que de nombreuses espèces d'oiseaux fréquentant les estuaires qu'il s'agisse d'Anatidae (Tadorne de Belon), de limicoles (Huîtrier pie, Grand Gravelot, Pluvier argenté, Bécasseau variable, etc.), de Laridae (Mouette rieuse) ou de passereaux (Étourneau sansonnet).

## Usages
- Bioévaluation : c'est une espèce qui a servi à mesurer la qualité des sédiments (selon leur teneur en métaux lourds). Ce ver, comme d'autres membres fouisseurs de la famille des Nereididae fait preuve d'une certaine capacité à stocker ou à évacuer (en les liant à des thioprotéines ou en les éliminant avec le mucus) des métaux toxiques (plomb, cadmium, chrome, arsenic, etc. et peut, à ce titre, être un des maillons de la contamination de réseaux trophiques via la bioturbation[19] ;
- Pour pouvoir être plus facilement utilisé comme animal modèle de laboratoire, des protocoles d'élevage ont été conçus et son comportement de reproduction a été finement étudié[14];
- Appât : localement recherché pour la pêche à la ligne en mer (pêche au bar, à la dorade, etc.).

## État des populations, pressions, menaces
L’état global des populations ne semble pas avoir fait l'objet d'études. L'espèce ne semble pas menacée, mais la pollution marine, la pollution des sédiments, la pêche de certains coquillages à la drague, les dragages, les prélèvements pour la pêche peuvent localement faire diminuer les populations d'adultes et de larves (qui restent un certain temps dans la galerie creusée par leur mère).